# ГЕС Янайдзу
ГЕС Янайдзу (яп. 柳津発電所, Янаідзу хацуденшьо, Гепберн: Yanaidzu hatsudensho) — гідроелектростанція в Японії на острові Хонсю. Знаходячись між ГЕС Міяшіта (вище по течії) та ГЕС Катакадо, входить до складу каскаду на річці Тадамі, лівій притоці Агано, яка впадає до  Японського моря у місті Ніїгата.
В межах проекту річку перекрили бетонною гравітаційною греблею висотою 34 метра та довжиною 217 метрів, яка потребувала 34 тис. м3 матеріалу. Вона утримує водосховище з площею поверхні 2,07 км2 та об'ємом 24 млн м3 (корисний об'єм 5,8 млн м3), в якому припустиме коливання рівня між позначками 212 та 215 метрів НРМ.
Через три напірні водоводи зі спадаючим діаметром від 7 до 5,5 метра ресурс надходить  до пригреблевого машинного залу. Тут встановлено три турбіни типу Каплан загальною потужністю 87 МВт (номінальна потужність станції рахується як 75 МВт), які використовують напір у 25 метрів та забезпечують виробництво 318 млн кВт-год електроенергії на рік.